# Sphaerotrochalus brunneus
Sphaerotrochalus brunneus är en skalbaggsart som beskrevs av Moser 1924. Sphaerotrochalus brunneus ingår i släktet Sphaerotrochalus och familjen Melolonthidae. Inga underarter finns listade i Catalogue of Life.